# Cratere Lau
Lau  è un cratere sulla superficie di Marte.